# 東京田中短期大学
東京田中短期大学（とうきょうたなかたんきだいがく、英語: Tokyo Tanaka College）は、東京都町田市三輪町704に本部を置いていた日本の私立大学である。1972年に設置され、2010年に廃止された。学生募集は2008年度まで。翌年度より短期大学は学生募集を停止し、2010年9月16日 正式廃止。

## 概観

### 大学全体
- 東京田中短期大学は、東京都町田市内にあった日本の私立短期大学。学校法人田中千代学園により1972年、田中千代学園短期大学として設置された。2010年3月末をもって閉学した。法人名は田中千代学園である。同法人の経営する教育機関は現在は系列校の渋谷ファッション&アート専門学校（2018年に田中千代ファッションカレッジから改名[2]）のみである。

### 建学の精神（校訓・理念・学是）
- 東京田中短期大学の学是は「美しい花には健全な根がある」となっている。これは創始者である田中千代が残した名言となっている。

### 教育および研究
- 東京田中短期大学は1932年、日本初の服飾デザイナーである田中千代により創設された洋裁グループが起源となっており、以来服飾教育に力をいれていた。短期大学では、服飾教育のほか児童教育者の養成も行っていた。
- インターンシップが取り入れられていた。

### 学風および特色
- 東京田中短期大学には子ども学科があり、土・日を利用するだけで、最短の2年間で、幼稚園教諭と小学校教諭免許状の両方を取得することができるというユニークなカリキュラムとなっていた。
- 元々は、女子を対象とした高等教育機関だったが、後には男女共学となった。

## 沿革
- 1932年 兵庫県武庫郡（現在の神戸市東灘区）において、田中千代を中心とした洋裁グループが創設される。
- 1937年 田中千代服飾学園が設置される。
- 1948年 財団法人格を取得。
- 1951年 学校法人格を取得。
- 1972年 田中千代学園短期大学（たなかちよがくえんたんきだいがく）として開学・服飾科を置く（学生数：：女47[3]）
- 1973年 英語科増設（学生数：女45[4]）。服飾科学生数：女101[4]
- 1997年 専攻科を設置。
- 1999年 服飾科を服飾造形科に改称。完全共学化する（服飾造形科の学生数：男11、女151[5]。英語科の学生数：男2、女72[5]）なお、英語科はこの年度で学生募集を終えたため、結果的には最初で最後の男子学生の入学となった。
- 2000年 東京服飾造形短期大学（とうきょうふくしょくぞうけいたんきだいがく）と改称し、服飾造形科を専攻分離。
  - 製作技術専攻80名
  - デザイン専攻45名
  - 視覚表現専攻45名
  - 国際ビジネス専攻80名
- 2001年 7月30日をもって英語科廃止[1]。
- 2004年 東京田中短期大学に改称。こども学科を設置[注釈 3]。
- 2005年 こども学科の学生募集を一旦停止[1]。
- 2006年 こども学科の学生募集を再開[1]。
- 2008年 学生の新規募集を終了[1]。
- 2010年 9月16日をもって正式廃止[1]。

## 基礎データ

### 所在地
- 町田キャンパス（東京都町田市三輪町704）
- 渋谷サテライトキャンパス（東京都渋谷区渋谷1-21-7）

## 教育および研究

### 組織

#### 学科
- 服飾造形学科
- こども学科

##### 学科の変遷
- 服飾造形科→服飾造形学科
  - 製作技術専攻
  - デザイン専攻[注釈 1]
  - 視覚表現専攻→造形専攻
  - 国際ビジネス専攻[注釈 1]
  - ファッションビジネス専攻
- こども学科
- 英語科[注釈 2]

#### 専攻科
- 服飾造形専攻：大学評価・学位授与機構認定。短期大学のみならず一定基準を満たす専門学校卒業者及び見込み者も入学できた。

#### 別科
- なし

##### 取得資格について
- 小学校教諭二種免許状と幼稚園教諭二種教育職員免許状がこども学科にて取得できた。

#### 附属機関
- 東京田中短期大学図書館

## 学生生活

### 学園祭
- 東京田中短期大学の学園祭は「みずき祭」と呼ばれ、学生によるファッションショーが名物となっていた。

## 大学関係者と組織

### 大学関係者組織
- 東京田中短期大学には「CHIYO会」と称した同窓会組織がある。

### 大学関係者一覧

#### 大学関係者
- 田中千代：初代学長
- 平川忠男：最後の学長
- 有多貴輔：服飾造形学科教授。
- 齋藤隆夫 (法律家)：服飾造形学科講師。

## 施設

### 町田キャンパス
- 使用学科：服飾造形学科
- 使用専攻科：服飾造形専攻
- 使用附属施設：図書館
- 交通アクセス：小田急電鉄小田原線柿生駅、東急田園都市線江田駅からスクールバスがあった。小田急小田原線柿生駅、東急田園都市線市が尾駅の各駅から路線バス（小田急バス、東急バス）もあった。
  - 最寄の路線バス停留所は「東京田中短期大学入口」であったが、廃校後の2012年11月1日に「亀井橋」に改称[6][7]。
- 設備：マルチメディアセンター・TCホール・みずきホール・管理棟・学生ホール（食堂がある）・デザインセンターなどがあった。

### 渋谷サテライトキャンパス
- 使用学科：こども学科
- 使用専攻科：なし
- 使用附属施設：図書館
- 交通アクセス：JR山手線渋谷駅または原宿駅が最寄り駅だった。
- 設備：音楽室・ピロティー・エントランス・テラスなどがあった。東京田中千代服飾専門学校の校舎と共用していった。

### 寮
- 東京田中短期大学には、協定学生寮があった。

## 対外関係

### 他大学との協定

#### 日本
- 東京都私立短期大学協会コンソーシアム

### 系列校
- 渋谷ファッション&アート専門学校

## 事件
- 田中千代学園事件：官僚経験者の総務課長が週刊誌記者に学校の経営について元理事長が私利私欲で学校を食い物にしていて問題があるという内容で取材に応じたところ、定年前に解雇されたことを不服として平成21年6月10日に人事権の濫用を不服とした労働審判を起こしている、結果はリーク内容の正当性が認められずに原告の敗訴となっている[8]。
- 労働組合の存在：田中千代学園には、UI ゼンセン同盟田中千代学園労働組合という労働組合が存在する[9]。

内容としては
- 無資格校長の存在
- 元短大職員への差別
- 執行部の独断専行と現場との意識の剥離
- 毎年定員割れしている入学生の実数の推移をグラフで図説
- サービス残業の実態と労働基準監督局への対応。
- 田中千代記念館の売却の推移と服飾文化研究センターの建設計画にまつわるトラブル、上記の労働審判もこれに含まれる。
- 赤字経営にもかかわらず役員報酬が出ている、また金額が上がっている実態。
- 学園の理事に天下り官僚は不要。
- 現校舎の実用性の低さと建設にまつわる疑惑。
- 理事長の定年と年齢の問題。
- 団体交渉における執行部の対応。

などが挙げられる。
- 消費者トラブル : 2012年12月に卒業生に学園側の債務不履行を巡って訴訟を起こされている。その裁判の際の学園側の反論は以下のとおりである。
- 個人指導を謳っているがあくまで集団行動の中での話であり、原告の要望は身勝手な拡大解釈である。
- 卒業後のアフターサービスはあくまでサービス業務であり、契約の範疇の外である。よってアフターサービスに義務はない。
- 学生は規約にある通り全面的に学園の言い分にすべて従わなければならない。

## 社会との関わり
- 本短大の服飾造形学科教授が2007年、テレビ番組『水10!オリキュン』（フジテレビ）に出演した。